# Alpes de Ammergau
Los Alpes de Ammergau son un sistema montañoso de los Alpes orientales, delimitado en el oeste por el río Lech y en el este por el río Loisach.

## Picos
Picos importantes incluyen:
- Daniel (2.340 m s. n. m.)
- Kreuzspitze (2.1855 m s. n. m.)
- Geierköpfe (2.164 m s. n. m.)
- Hochplatte (2.082 m s. n. m.)